# Marina (One Piece)

In alto da sinistra: Dalmata, Monkey D. Garp, Sengoku, Bastille. In basso da sinistra: Yamakaji, Onigumo, Stainless, Hina, Tsuru, Kobi, Hermeppo, Doberman, Momonga, Strawberry

La Marina (海軍?, Kaigun) è un'organizzazione presente nel manga One Piece di Eiichirō Oda nonché nelle opere da esso derivate.
Organo militare sotto il diretto controllo del Governo mondiale, ha il compito di mantenere la pace e l'ordine nei mari del mondo di One Piece contrastando la pirateria e tra i suoi compiti c'è anche quello di emettere le taglie sulla testa dei ricercati; in questo frangente si può sottolineare come la Marina accetti l'esistenza dei cacciatori di taglie, poiché rendono più facile il suo lavoro, ma la maggior parte delle volte si occupa personalmente dell'arresto dei ricercati. I criminali che vengono arrestati vengono mandati in prigione o giustiziati, a discrezione della Marina stessa.
Il perseguimento della giustizia e il mantenimento della pace sono dogmi fondamentali nella dottrina della Marina, al punto che la parola "giustizia" (正義?, seigi) è ricamata sulla giacca dell'uniforme di tutti gli ufficiali; vi sono tuttavia visioni contrastanti su come essa debba essere applicata: mentre la maggior parte dei marine segue la cosiddetta giustizia assoluta (絶対正義?, zettai seigi), che prevede l'utilizzo indiscriminato di ogni mezzo per il mantenimento dell'ordine compreso il sacrificio dei civili, vi sono alcuni membri che si identificano invece con la giustizia morale (道徳正義?, dōtoku seigi), tendendo a giudicare la gravità o l'effettiva colpevolezza del ricercato in base alle circostanze e sempre tutelando la popolazione, o nella giustizia neutrale (中立正義?, chūritsu seigi), che si limita a rispettare le direttive ricevute.
L'organizzazione della Marina è strettamente gerarchica e al suo vertice, in qualità di comandante supremo, vi è il grand'ammiraglio (元帥?, gensui), che prende ordini solo dal Governo mondiale e comanda tutti i membri dell'organizzazione; subito sotto a questo vi è il rango di ammiraglio (大将?, taishō), ricoperto da tre persone: gli ammiragli sono considerati universalmente l'arma più forte a disposizione del quartier generale e uno dei tre grandi poteri che equilibrano il mondo di One Piece, venendo chiamati a intervenire solamente in casi di assoluta importanza. In ordine decrescente i rimanenti gradi sono: viceammiraglio, contrammiraglio, commodoro, capitano di vascello, capitano di fregata, capitano di corvetta, tenente di vascello, sottotenente di vascello, guardiamarina, maresciallo, sergente maggiore, sergente, caporale, primo e secondo ufficiale, recluta e ragazzo di servizio. La Marina ha anche una propria divisa che si differenzia a seconda dei gradi ricoperti dai suoi componenti: i marinai indossano una divisa costituita da pantaloni blu e una leggera giacca bianca, mentre gli ufficiali non hanno una divisa particolare ma indossano tutti un cappotto bianco e il grado che ricoprono è identificato dalle spalline. Moltissimi marine portano inoltre un berretto bianco.

## Grand'ammiraglio

### Sengoku
Sengoku (センゴク?) è inizialmente il grand'ammiraglio della Marina, ma dopo la battaglia di Marineford si dimette dal suo incarico, rimanendo nell'organizzazione come ispettore generale per addestrare le nuove reclute. Nella seconda parte della storia, ha 79 anni. Sengoku appare quasi sempre serio e tranquillo, nonché estremamente fedele al Governo mondiale, sebbene dopo le sue dimissioni assuma un atteggiamento molto più spensierato. Non dà molto credito ai pirati e ai membri della Flotta dei Sette. Segue il concetto della giustizia neutrale. Grazie alla sua posizione all'interno della Marina è venuto a conoscenza di molti segreti del Governo, come la verità dietro l'annientamento di Ohara e il segreto della D.. Sengoku ha ingerito il frutto Zoo Zoo mitologico Homo Homo, modello Buddha (ヒトヒトの実 モデル 大仏?, Hito Hito no Mi, Moderu Daibutsu): ciò gli consente di trasformarsi in un gigantesco buddha dorato con una forza spaventosa e in grado di creare devastanti onde d'urto dal palmo della mano. Per via dei suoi poteri è noto come "Il Buddha" (仏?, Hotoke), "Il misericordioso" nell'edizione italiana dell'anime; inoltre, data la sua grande intelligenza tattica nelle battaglie, è chiamato da molti "Stratega" (智将?, Tomoyuki), e possiede tutti e tre i tipi di Ambizione.
All'epoca dei pirati Rocks ricopriva la carica di viceammiraglio, per poi divenire ammiraglio ed essere, assieme a Monkey D. Garp, uno dei protagonisti della lotta ai pirati ai tempi di Gol D. Roger e Barbabianca. Ventinove anni prima dell'inizio della narrazione, s'imbatté nel giovane Donquijote Rosinante e lo prese sotto la sua ala, affezionandoglisi sempre più nel corso degli anni, fino al punto da considerarlo un figlio: a dimostrazione di ciò, anni dopo, Sengoku rimarrà devastato dalla notizia della sua morte, per mano del fratello stesso di Rosinante, Donquijote Do Flamingo. Dopo la sconfitta di Crocodile presiede la riunione per decidere il suo successore. A Marineford coordina le forze della marina contro la flotta di Barbabianca, rivelando anche le ascendenze di Monkey D. Rufy e Portuguese D. Ace: dopo che questi viene ucciso da Akainu impedisce a Garp, furibondo per la morte del nipote adottivo, di aggredire l'ammiraglio. Dopo l'arrivo di Marshall D. Teach, il quale uccide Barbabianca rubandogli il potere del Frutto, prova a contrastarlo per poi porre fine alla guerra su richiesta di Shanks, giunto nel mentre. Venuto a conoscenza dell'evasione da Impel Down causata da Teach e dell'intenzione del Governo di insabbiare la faccenda si dimette dal suo incarico suggerendo come successore Aokiji, che però viene rifiutato in favore di Akainu, per assumere il ruolo di ispettore generale della marina: in queste vesti si dirige, due anni dopo, a Dressrosa, per indagare sui fatti avvenuti a seguito della sconfitta di Do Flamingo; qui ha un colloquio con Trafalgar Law, dove gli spiega le motivazioni che hanno spinto Rosinante a prendersi cura di lui. È doppiato in giapponese da Takkō Ishimori e Tōru Ōkawa (ep. 703+) e in italiano da Luca Semeraro (ep. 151, 703+) e da Paolo De Santis (ep. 277-511).

### Akainu
Akainu (赤犬? lett. "cane rosso"), il cui vero nome è Sakazuki (サカズキ?), è inizialmente uno dei tre ammiragli della Marina e in seguito grand'ammiraglio. Freddo, autoritario e spietato, nutre un odio viscerale verso i pirati e gli altri criminali ed è colui che incarna maggiormente i principi della "giustizia assoluta". La sua fedeltà non sembra essere rivolta al Governo in sé ma alla Marina e al suo ideale di giustizia, come dimostra quando si infuria una volta venuto a sapere che persino i Cinque Astri di Saggezza sono stati manipolati da Donquijote Do Flamingo attraverso gli ordini dei Draghi Celesti, verso i quali non sembra nutrire particolare rispetto. Ha mangiato il frutto Rogia Magma Magma (マグマグの実?, Magu Magu no Mi), che lo rende in grado di trasformare il proprio corpo in magma incandescente. Il suo volto è modellato su quello dell'attore giapponese Bunta Sugawara.
In passato è stato uno dei cinque viceammiragli coinvolti nel Buster Call a Ohara, durante il quale dette l'ordine di far fuoco sulla nave che trasportava i civili per evitare la fuga di archeologi imbarcatisi clandestinamente. Anni dopo, divenuto ammiraglio, partecipa alla battaglia di Marineford dove affronta personalmente Barbabianca, ferendolo gravemente, e causando la morte di Ace, sacrificatosi per salvare il fratello Rufy; tenta poi di eliminare anche quest'ultimo ma viene bloccato dai capitani di Barbabianca e da vari alleati di Rufy tra i quali Jinbe, Crocodile ed Emporio Ivankov. Quando Kobi chiede a gran voce la cessazione del conflitto frapponendosi tra i pirati in fuga e Akainu questi tenta di ucciderlo ma viene fermato da Shanks. Dopo le dimissioni di Sengoku il Governo nomina Akainu nuovo grand'ammiraglio ma Aokiji, prima scelta di Sengoku, si oppone: il conflitto tra i due si risolve in un combattimento su Punk Hazard di diversi giorni dal quale Akainu esce vincitore, mentre Aokiji lascia la Marina. Due anni dopo invia Fujitora a Dressrosa per indagare sulle presunte dimissioni di Do Flamingo della Flotta dei Sette: dopo che questi viene sconfitto da Rufy e Law si infuria sia con gli Astri di Saggezza, colpevoli di essere stati manipolati da Do Flamingo attraverso i Nobili mondiali per diffondere la notizia del suo falso abbandono, che con Fujitora, che ha rivelato le colpe del Governo in mondovisione rifiutandosi di insabbiare tutta la faccenda. È doppiato in giapponese da Michio Nakao (ep. 278) è Fumihiko Tachiki e in italiano da Matteo Zanotti (ep. 278), Alessandro D'Errico (ep. 462-489), Claudio Ridolfo (ep.513), Massimiliano Lotti (ep. 629-642), Marco Panzanaro (ep. 736+).

## Ammiraglio

### Aokiji
Aokiji (青キジ? lett. "fagiano blu"), il cui vero nome è Kuzan (クザン?), è inizialmente un ammiraglio, ma dopo la nomina di Akainu a grand'ammiraglio lascia la Marina. È un uomo molto pigro e assume sempre un atteggiamento rilassato indipendentemente dalla situazione in cui si trova. È un seguace della giustizia morale: in particolare, memore della distruzione di Ohara, sostiene che si possa seguire la giustizia e applicarla senza creare vittime innocenti. Aokiji ha mangiato il frutto Rogia Gelo Gelo (ヒエヒエの実?, Hie Hie no Mi), che lo rende un uomo di ghiaccio. È in grado di trasformare istantaneamente l'avversario in ghiaccio, oltre a poter congelare vastissimi tratti di mare. Il suo volto è ispirato a quello dell'attore giapponese Yūsaku Matsuda.
Da viceammiraglio prese parte al Buster call di Ohara, dove congelò il disertore Hagwor D. Sauro: essendosi questi sacrificato per proteggere la piccola Nico Robin Kuzan le permise di fuggire sebbene fosse anch'essa in grado di leggere i Poignee Griffe, continuando però a tenerla d'occhio nel corso del tempo. Venti anni dopo intercetta la ciurma di Cappello di paglia in viaggio verso Water Seven, mettendoli in guardia dal passato di Robin, unitasi a loro nel frattempo. Nonostante neutralizzi facilmente quattro dei sette membri dell'equipaggio li lascia fuggire, come ringraziamento per aver sconfitto Crocodile ad Alabasta. Partecipa alla guerra di Marineford, durante la quale affronta direttamente Barbabianca senza però sortire risultati, per poi neutralizzare Jaws. Dopo la battaglia di Marineford, viene raccomandato da Sengoku come suo successore in quanto grand'ammiraglio; in contrapposizione, il Governo mondiale raccomanda invece Akainu per tale carica e ciò porta i due ad uno scontro, al termine del quale Aokiji esce sconfitto: non volendo sottostare al rivale, abbandona la Marina e, qualche tempo dopo, si unisce alla ciurma di Barbanera, divenendo anche comandante della sua decima flotta. È doppiato in giapponese da Takehito Koyasu e in italiano da Marco Balzarotti (ep. 226-228, 458+) e Giorgio Bonino (ep. 276-324).

### Kizaru
Kizaru (黄猿? lett. "scimmia gialla"), il cui vero nome è Borsalino (ボルサリーノ?, Borusarīno), è un ammiraglio della Marina. Appare come un uomo sbadato, assente e smemorato. Solitamente parla in maniera molto calma e composta e non si scompone mai, neanche di fronte a situazioni problematiche, nelle quali spesso finge paura o stupore in modo sarcastico. Kizaru è un uomo per il quale l'adempimento dei propri compiti è una priorità assoluta, che soverchia anche gli affetti più stretti e ciò lo spinge a basare la sua condotta sulla cosiddetta giustizia vaga, ovvero eseguendo le direttive che gli vengono imposte, senza eccezione. Kizaru ha mangiato il frutto Rogia Pika Pika (ピカピカの実?, Pika Pika no Mi), che gli consente di diventare un uomo di luce. Come tutti i possessori di un frutto Rogia può diventare intangibile a suo piacimento poiché il suo corpo è interamente formato da fotoni che possono ricongiungersi se il corpo viene danneggiato; è inoltre in grado di lanciare raggi di luce simili a laser nonché di colpire l'avversario e muoversi alla velocità della luce. I suoi poteri sono stati oggetto di studio da parte del dottor Vegapunk e infatti, nei Pacifista, è stato ricreato il laser che utilizza anche lui. Il suo volto è ispirato a quello dell'attore giapponese Kunie Tanaka.
In passato, conobbe il dottor Vegapunk in occasione del suo arresto e, accettando questi di lavorare per il Governo, ne divenne negli anni grande amico; insieme a lui s'imbatté nel giovane Sentomaru e, riconoscendone il potenziale, Kizaru lo prese come proprio allievo facendolo diventare la guardia del corpo dello scienziato. Quando era viceammiraglio, si occupò di dare la caccia ai pirati del Sole, riuscendo nel risultato di catturarne l'elemento di spicco Arlong, seppur solo temporaneamente. Dopo che Monkey D. Rufy attacca il Nobile mondiale San Charloss, Kizaru viene inviato all'arcipelago Sabaody per catturarlo: qui, dopo aver sconfitto facilmente le Supernove Urouge, Basil Hawkins, Scratchmen Apoo e X Drake, attacca la ciurma di Cappello di paglia venendo però fermato da Silvers Rayleigh e da Orso Bartholomew, che spedisce i pirati in varie parti del mondo. Durante la battaglia di Marineford affronta Marco, riuscendo a ferirlo dopo che questi viene ammanettato con dell'agalmatolite; tenta poi di impedire la fuga di Rufy e Law ma viene interrotto da Benn Beckman, giunto a Marineford assieme a Shanks, e da Sengoku, che pone fine al conflitto. Due anni dopo, gli viene affidato il comando di una flotta per eliminare proprio il dottor Vegapunk, nonché di far da scorta all'Astro di Saggezza San Jaygarcia Saturn e, giunto sull'isola di Egghead, si scontra prima proprio con Sentomaru, sconfiggendolo facilmente, e poi con Rufy, dando infine il colpo di grazia all'amico Vegapunk. È doppiato in giapponese da Unshō Ishizuka e Ryōtarō Okiayu (ep. 881+) e in italiano da Sergio Romanò e Marco Pagani (ep.751).

### Fujitora
Fujitora (藤虎? lett. "tigre glicine"), il cui vero nome è Issho (イッショウ?, Isshō), è un ammiraglio della Marina, reclutato tramite una selezione mondiale insieme col parigrado Ryokugyu dopo la nomina di Akainu a grand'ammiraglio e le dimissioni di Aokiji. Sulla fronte ha una cicatrice a forma di croce che si estende sugli occhi: si è, infatti, accecato da solo per non vedere gli orrori e le bruttezze del mondo e, per via di questo handicap, cammina con l'aiuto di uno shirasaya, un bastone che nasconde al suo interno una katana che utilizza in combattimento. Fujitora rifiuta e critica il dogma della giustizia assoluta propugnato dalla Marina; al contrario sembra perseguire, come Aokiji prima di lui, gli ideali della giustizia morale. Odia profondamente la Flotta dei Sette, tanto da prefiggersi come scopo principale proprio la sua abolizione. Ha mangiato il frutto Paramisha Zushi Zushi (ズシズシの実?, Zushi Zushi no Mi) che lo rende capace di controllare la forza di gravità, divenendo in grado di far levitare persone e oggetti o schiacciarle al suolo creando enormi voragini, nonché di provocare la caduta di meteoriti; Fujitora è in grado di utilizzare i suoi poteri attraverso l'uso della katana e ha dimostrato anche di poter invertire la gravità per creare una barriera circolare intorno a lui in grado di respingere gli attacchi. Per il suo aspetto, Oda ha preso spunto dall'attore Shintaro Katsu.
Viene inviato da Akainu a Dressrosa per risolvere la questione dell'alleanza tra Rufy e Trafalgar Law. Inizialmente alleatosi con Do Flamingo nonostante la sua avversione alla Flotta dei sette, affronta assieme a lui Law riuscendo a neutralizzarlo, ma questi riesce a fuggire grazie ai suoi poteri. Dopo l'inizio degli scontri affronta Sabo ma, disgustato dalla condotta di Do Flamingo nei confronti del suo paese, si allea temporaneamente con i pirati di Cappello di paglia per salvare gli abitanti dell'isola. Dopo la sconfitta del membro della flotta per mano di Rufy si scusa con re Riku in nome del Governo per aver permesso a Do Flamingo di agire indisturbato: a seguito di questa azione Akainu, infuriato, gli ordina di prendere le teste di Rufy e Law ma Fujitora, colpito dall'onestà del primo, permette loro di fuggire. Direttosi a Marijoa affronta assieme a Ryokugyu i comandanti dell'armata rivoluzionaria. È doppiato da Ikuya Sawaki in originale e Raffaele Farina in italiano.

### Ryokugyu
Ryokugyu (緑牛?, Ryokugyū, lett. "toro verde"), il cui vero nome è Aramaki (アラマキ?), è uno dei tre ammiragli in carica nella seconda parte della storia e, come il parigrado Fujitora, è stato reclutato mediante una leva militare mondiale. Ammira molto il modo di comportarsi di Akainu, del quale sembra cercare costantemente l'approvazione, ma allo stesso tempo si dimostra come una persona estremamente indipendente, ilare e sprezzante delle regole. Ha mangiato il frutto Rogia Bosco Bosco (モリモリの実?, Mori Mori no Mi), che gli consente di trasformarsi in vegetazione: grazie a esso può far germogliare dal suo corpo e dal terreno radici e piante con cui può intrappolare persone e oggetti e assorbire i loro liquidi. Per il suo aspetto, Oda si è ispirato all'attore Yoshio Harada.
In occasione del Reverie viene inviato a Marijoa, dove discute dell'ultima invenzione del dottor Vegapunk con Fujitora, affrontando poi, insieme a quest'ultimo, i comandanti dell'armata rivoluzionaria, recatisi lì per liberare Orso Bartholomew dai Nobili mondiali. Dopo lo scioglimento della Flotta dei Sette, ne cattura l'ex-membro Edward Weeble e poi si reca nel paese di Wa con l'intento di catturare Monkey D. Rufy e gli altri responsabili della caduta degli Imperatori Kaido e Big Mom. È doppiato da Keiji Fujiwara (ep.882) e Junichi Suwabe (ep.1079).

## Viceammiraglio

### Monkey D. Garp
Monkey D. Garp (モンキー・D・ガープ?, Monkī Dī Gāpu) è un viceammiraglio della Marina, nonno di Rufy e padre di Dragon. Nonostante la sua indubbia lealtà all'organizzazione, non persegue alcun ideale specifico di giustizia. Soprannominato "Il pugno" (ゲンコツ?, Genkotsu) a causa della leggendaria potenza dei suoi colpi, è stato uno dei pochi a poter competere col Re dei pirati Gol D. Roger ed è pertanto uno dei membri più rinomati e temuti della Marina. Più volte gli è stato proposto di diventare ammiraglio ma ha sempre rifiutato la promozione poiché essa lo avrebbe messo sotto il diretto controllo dei Nobili mondiali: ha infatti una pessima opinione di questi ultimi e, complice anche il suo carattere irruente, non teme di insultare qualunque regnante a suo dire inadatto. Nonostante l'età è ancora dotato di una forza fuori dal comune, tanto che può lanciare le palle di cannone a una velocità e a una potenza superiori a quelle di un cannone normale. 
Entrato in Marina da giovane assieme a Tsuru e Sengoku, una volta divenuto viceammiraglio riuscì a sconfiggere i famigerati pirati Rocks assieme al giovane Roger nella battaglia di God Valley: a seguito di questa vittoria si guadagnò l'appellativo di "Eroe della Marina" (海軍の英雄?, Kaigun no Eiyū) mentre lo stesso Roger divenne uno dei suoi più grandi avversari. Dopo che questi si consegnò alla Marina chiese al vecchio rivale di prendersi cura di suo figlio Ace: Garp lo affidò quindi a Curly Dadan assieme al nipote Rufy sperando che divenissero anche loro Marine, ma entrambi decisero di diventare pirati. Anni dopo Garp incontra Kobi ed Hermeppo decidendo di prenderli sotto la propria ala e di addestrarli personalmente: assieme a loro fa visita a Rufy dopo i fatti di Enies Lobby, rivelandogli l'identità di suo padre ma lasciando fuggire lui e la sua ciurma. Dopo la cattura di Ace non può impedire la sua condanna, ma si lascia mettere al tappeto da Rufy quando questi giunge per salvarlo; dopo la morte di Ace per mano di Akainu, Sengoku è costretto a trattenere Garp per impedirgli di aggredire l'ammiraglio. A seguito della battaglia Garp si dimette dal suo ruolo, restando comunque in Marina per addestrare le reclute e mantenendo il suo titolo di viceammiraglio: in queste vesti fa parte della scorta che accompagna Nettuno e i suoi figli al Reverie. A seguito della cattura di Kobi da parte della ciurma di Barbanera, attacca Alveare, scontrandosi con Aokiji, in passato suo allievo e ora decimo comandante di flotta dell'Imperatore: dopo aver tenuto a lungo testa sia a lui sia al resto della ciurma, viene infine sconfitto. Nella serie animata è doppiato in giapponese da Hiroshi Naka e in italiano da Pietro Ubaldi (ep. 68-69), Stefano Albertini (ep. 313+) e Marco Balzarotti (ep.779-780). Nell'adattamento televisivo di Netflix è interpretato da Vincent Regan e doppiato in italiano da Dario Oppido.

### Smoker
Smoker (スモーカー?, Sumōkā) è inizialmente il capitano di vascello dislocato a Rogue Town; in seguito il Governo mondiale lo promuove a commodoro, attribuendogli il merito della sconfitta di Crocodile, mentre quando ricompare nel Nuovo Mondo due anni dopo la battaglia di Marineford è stato promosso a viceammiraglio e dislocato al G-5. Soprannominato "Il cacciatore bianco" (猟?, Hakuryō), Smoker è un marine tenace e sicuro di sé, dal carattere chiuso e burbero; possiede una sua personale morale in virtù della quale non ama prendersi meriti che non gli spettano e cerca in ogni modo di non coinvolgere innocenti nella sua lotta contro i pirati: la sua intransigenza circa questi principi lo rende inviso a molti, anche fra i suoi superiori. Ha mangiato il frutto Rogia Fum Fum (モクモクの実?, Moku Moku no Mi), che gli permette di trasformare il suo corpo in fumo e di manipolarlo come meglio ritiene, e porta sempre con sé un jitte costituito sulla punta da agalmatolite in modo da indebolire i pirati che posseggono poteri derivanti da un frutto del diavolo; dopo il salto temporale ha inoltre imparato a padroneggiare i primi due tipi di Ambizione.
Stanziato a Rogue Town assieme alla subalterna Tashigi per impedire ai pirati del Mare orientale di entrare nella Rotta maggiore, qui si imbatte in Monkey D. Rufy e nella sua ciurma: nonostante riesca a mettere all'angolo il giovane pirata, questi riesce a fuggire grazie all'intervento di Dragon. Smoker chiede quindi al governo di poter entrare nella Rotta per dargli la caccia: giunto ad Alabasta, dopo aver inizialmente provato a catturare nuovamente Rufy si unisce a lui contro Crocodile e dopo che questi viene sconfitto dal ragazzo Smoker lo arresta lasciando fuggire Rufy come ringraziamento. La faccenda viene tuttavia insabbiata dal Governo e Smoker, nonostante le sue proteste, viene promosso per aver catturato Crocodile. Durante la battaglia di Marineford prova a impedire a Rufy di giungere al patibolo, venendo però bloccato da Boa Hancock; due anni dopo, quando Rufy giunge a Punk Hazard, Smoker lo intercetta per poi allearsi nuovamente con lui contro Caesar Clown: qui affronta Vergo assieme a Law. Lasciati nuovamente fuggire i pirati, Smoker viene raggiunto da Do Flamingo che lo ferisce gravemente, ma viene salvato da Aokiji. In seguito entra in contatto con Fujitora, al quale rivela le vicende di Alabasta e l'insabbiamento del Governo chiedendogli di impedire che a Dressrosa la storia si ripeta. È doppiato in giapponese da Ginzō Matsuo (ep.48-79) e Mahito Ōba (ep.94+) e in italiano da Giovanni Battezzato (ep. 48-625), Diego Sabre (ep. 314), Marco Pagani (ep. 324), Alessandro D'Errico (ep. 572) e Giorgio Melazzi (ep.736).

### Tsuru
Tsuru (つる?, Tsuru) è un'anziana donna che ricopre il rango di viceammiraglio. Si tratta di uno dei membri della Marina con la maggiore esperienza e capacità, come testimonia la sua presenza alla riunione con i membri della Flotta dei Sette e il suo soprannome "La grande stratega" (大参謀?, Dai-sanbō). Appare molto spesso pensierosa e taciturna. In passato diede la caccia a Donquijote Do Flamingo, provando a catturare lui e la sua ciurma molte volte, ma senza successo. Tsuru ha mangiato il frutto Paramisha Wash Wash (ウォシュウォシュの実 ?, Woshu Woshu no Mi) che le permette di lavare, asciugare e stendere i nemici o le armi come se fossero panni. Partecipa alla battaglia di Marineford. Due anni dopo raggiunge l'ammiraglio Fujitora a Dressrosa e lo accompagna a Impel Down per incarcerarvi Do Flamingo e la sua ciurma. È doppiata in giapponese da Minori Matsushima (ep.459-770), Wasabi Mizuta (ep.1116- in poi) e in italiano da Grazia Migneco, Rossana Bassani (ep.703+).

### Hagwor D. Sauro
Hagwor D. Sauro (ハグワール･D･サウロ?, Haguwāru Dī Sauro) è un gigante viceammiraglio della Marina. Sempre molto allegro, ama vedere la gente intorno a lui felice e persegue un ideale di giustizia morale. Diversi anni prima dell'inizio della storia, Sauro guidò l'assalto a una nave di archeologi di Ohara in viaggio per scoprire nuove informazioni sul Secolo vuoto e catturò Nico Olvia. Quando in seguito Sengoku lo informò che sarebbe stato fra i cinque viceammiragli che avrebbero preso parte al Buster Call di Ohara, Sauro cercò di opporsi in quanto non riteneva che lo studio della storia fosse un crimine. Si recò dunque nella prigione dove era custodita Olvia e la liberò; quindi, giunti in mare, si separarono. Da quel momento fu considerato un disertore ed espulso dalla Marina. Naufragato a Ohara, Sauro strinse amicizia con Nico Robin e, su insistenza della madre Olvia, tentò di salvarla dall'imminente attacco all'isola. Fu però fermato dal viceammiraglio Kuzan, suo amico, che fu costretto nonostante il loro legame ad attaccarlo, apparentemente uccidendolo: riuscito a sopravvivere al congelamento, pur completamente ustionato, contattò alcuni dei giganti di Erbaf per recuperare i libri e le ricerche degli archeologi di Ohara per portarle al sicuro, rendendo noto il fatto al solo Vegapunk. È doppiato in giapponese da Takeshi Kusao e in italiano da Mario Scarabelli.

### Momonga
Momonga (モモンガ?, Momonga) è uno dei cinque viceammiragli che partecipano al Buster Call di Enies Lobby. Si reca da Boa Hancock per comunicarle la data e il luogo dell'esecuzione di Ace e assicurarsi la sua presenza durante la battaglia contro la ciurma di Barbabianca. In quest'occasione riesce a contrastare il potere di Hancock, ferendosi alla mano con un pugnale, distraendo così le proprie emozioni col dolore e salvandosi dalla pietrificazione. È sempre lui in seguito a scortarla fino alla prigione di Impel Down. Partecipa alla battaglia di Marineford, dove tenta di arrestare l'avanzata di Rufy verso il patibolo, dimostrando di possedere almeno alcune delle Rokushiki. È doppiato in giapponese da Shin'ichirō Ōta e in italiano da Marco Balbi e Giovanni Battezzato (ep. 410-481).

### Onigumo
Onigumo (オニグモ?, Onigumo) è uno dei cinque viceammiragli che partecipano al Buster Call di Enies Lobby; indossa sempre un elmetto a forma di drago giapponese e fuma sigarette in continuazione. Segue un ideale di giustizia assoluta, infatti a Enies Lobby ordina di sparare nel punto in cui Rufy e Rob Lucci stanno combattendo, sapendo che il secondo si sarebbe salvato, ma causando così la morte di più di mille marinai. Spara anche a un suo sottoposto che aveva provato a contestare il suo ordine, uccidendolo. Viene incaricato insieme con quattro viceammiragli di trasferire Ace da Impel Down a Marineford per l'imminente esecuzione. Durante gli scontri con la ciurma di Barbabianca, accortosi che l'ammiraglio Kizaru ha ferito Marco, blocca questi un polso con manette di agalmatolite, impedendo così la rigenerazione delle sue ferite. Onigumo possiede la capacità di tramutare il corpo in modo totale o parziale in quello di un ragno. Facendosi spuntare sei braccia di ragno, è in grado così di maneggiare fino a otto spade contemporaneamente. È doppiato da Takahiro Fujimoto e Stefano Albertini.

### Strawberry
Strawberry (ストロベリー?, Sutoroberī) è un viceammiraglio del quartier generale della Marina. Ha una lunghissima e uniforme barba nera e porta un cappello della Marina adatto alla forma della sua testa. Utilizza una coppia di spade gemelle per combattere. In passato, quando era contrammiraglio, si rese protagonista di un'imboscata a Fisher Tiger che causò la morte dell'uomo-pesce. In qualità di viceammiraglio, partecipa al Buster Call di Enies Lobby, dove dimostra di essere un uomo d'onore poiché decide di non attaccare l'isola giudiziaria finché ogni marinaio e agente governativo presente sull'isola non fosse fatto evacuare. Partecipa in seguito alla battaglia di Marineford. È doppiato in giapponese da Eiji Takemoto e in italiano da Sergio Romanò e Giorgio Bonino (ep.541-544).

### John Giant
John Giant (ジョン・ジャイアント?, Jyon Jyaianto) è il viceammiraglio responsabile organizzativo della sede centrale della Marina. È un gigante e combatte con una katana su misura per lui. Coordina il Buster Call di Enies Lobby, che crede essere stato richiesto da Aokiji dal momento che Spandam utilizza il lumacofono di proprietà dell'ammiraglio. In seguito partecipa alla battaglia di Marineford, dove tenta di attaccare Barbabianca, ma viene neutralizzato. È doppiato in giapponese da Hisao Egawa e in italiano da Paolo Sesana.

### Bastille
Bastille (バスティーユ?, Basutīyu), soprannominato il "Taglia squali" (鮫切り?, Same-kiri), è un viceammiraglio della Marina. È un gigante molto basso con dei lunghi capelli arancioni; indossa una maschera di ferro cornuta che gli copre completamente il viso. Partecipa alla battaglia di Marineford e riappare due anni dopo a Dressrosa, mentre circonda il Colosseo con l'intenzione di catturare i pirati al suo interno. Mentre Franky affronta gli uomini di Do Flamingo nei pressi della casa dei giocattoli, Bastille e i suoi uomini giungono sul luogo per arrestare il cyborg. In seguito, dopo che Do Flamingo intrappola l'isola nella sua gabbia, insieme con i suoi uomini ingaggia uno scontro con Sabo, ma il rivoluzionario lo sconfigge facilmente. Tre giorni dopo Bastille, ripresosi dalle ferite riportate, dirige le operazioni di cattura dei pirati di Cappello di paglia e dei loro alleati con scarso successo. È doppiato in giapponese da Tsuyoshi Koyama e in italiano da Silvio Pandolfi.

### Vergo
Vergo (ヴェルゴ?, Berugo) è il viceammiraglio a capo della base G-5. Con i suoi subordinati e i cittadini Vergo si dimostra una persona affabile e gentile, mentre in realtà è un individuo spietato e crudele, che non si fa scrupoli a infierire sui suoi avversari. Sembra essere un uomo molto distratto, infatti tende a dimenticare in fretta gli avvenimenti anche se sono avvenuti recentemente. In combattimento usa una canna di bambù, motivo del suo soprannome, "Il mostro del bambù" (鬼竹?, Kichiku). Vergo dimostra di padroneggiare tre Rokushiki, oltre a possedere resistenza, forza fisica e velocità fuori dal comune. È inoltre un esperto utilizzatore dell'Ambizione dell'armatura, con cui può rivestire il suo intero corpo. In passato faceva parte del clan di Donquijote all'interno del quale era conosciuto col nome in codice di Corazòn (コラソン?, Korason); in seguito, prima di farsi un nome come pirata, entrò a fare parte della Marina come infiltrato per conto di Do Flamingo e il titolo di Corazòn passò a Donquijote Rosinante. In quindici anni sotto copertura scalò le gerarchie dell'organizzazione fino a raggiungere il grado di viceammiraglio. Tredici anni prima degli eventi attuali fu inviato sull'isola Minion per recuperare il frutto Ope Ope. Lì incontrò Trafalgar Law e Rosinante e, resosi conto che quest'ultimo era una spia della Marina, infierì violentemente sui due. Anni dopo collabora con Caesar Clown, insabbiando le misteriose sparizioni delle persone che si avvicinavano a Punk Hazard. Quando la ciurma di Cappello di paglia giunge sull'isola assieme a Smoker, Vergo affronta il marine e Law, col quale Rufy aveva stretto un'alleanza: nonostante riesca a metterli entrambi in difficoltà viene sconfitto da Law, che lo fa a pezzi con i suoi poteri, per poi essere ucciso da un'esplosione. È doppiato in giapponese da Junichi Suwabe e in italiano da Claudio Moneta.

## Contrammiraglio

### Hina
Hina (ヒナ?) inizialmente è un capitano di vascello, ma nella seconda parte della storia viene promossa a contrammiraglio. Ha mangiato il frutto Paramisha Lazo Lazo (オリオリの実?, Ori Ori no Mi) che le permette di trasformare ogni parte del suo corpo in un anello d'acciaio con cui intrappolare i suoi avversari e che è motivo del suo soprannome: "La gabbia nera" (黒檻?, Kuro ori). Amica di lunga data di Smoker, è entrata in Marina insieme a lui e, spesso, l'ha tirato fuori da situazioni in cui rischiava di essere cacciato. Compare per la prima volta nelle miniavventure di Jango, nelle quali quest'ultimo e Fullbody s'innamorano di lei e decidono di entrare a far parte della sua squadra e seguirla dovunque, cosa che lei accetta malgrado rifiuti le loro avance e li trovi fastidiosi. Dopo che Rufy sconfigge Crocodile, Hina viene incaricata di catturare il giovane pirata in modo da non far sapere che è stato lui a sconfiggere il membro della Flotta dei Sette, ma sebbene giunga quasi a compiere la missione, viene sviata da Mr. 2 Von Clay che cattura al posto del pirata. In seguito riceve l'ordine di catturare i membri della Baroque Works ancora in libertà per portarli a Impel Down, ma Mr. 4, Mr. 5, Miss Doublefinger, Miss Merry Christmas, Miss Valentine e Miss Golden Week riescono a fuggire. Partecipa poi alla battaglia di Marineford, dove tenta di catturare Rufy senza successo. Due anni dopo ricompare, col grado di contrammiraglio, come scorta della famiglia Nefertari nel suo viaggio verso il Reverie a Marijoa. È doppiata in giapponese da Tomoko Naka, e in italiano da Irene Scalzo e Daniela Fava (ep. 130+) .

### T-Bone
T-Bone (Tボーン?, Tī-Bōn) è un membro della Marina incaricato di scortare il CP9 sul treno marino fino a Enies Lobby, ma il suo vagone viene staccato dal resto del treno da Sanji, Sogeking e Franky. Insegue, quindi, il treno, correndo sulle rotaie per cercare comunque di fermarli, ma viene raggiunto dal Rocket Man e sconfitto da Zoro. In seguito partecipa alla battaglia di Marineford. Due anni dopo lo si rivede mentre comunica a Sakazuki che Fujitora è a Marijoa. Inizialmente è un capitano di vascello, ma dopo il salto temporale è stato promosso a contrammiraglio. Diventa poi una delle prime vittime delle Cross Guild. T-Bone è un abile spadaccino e in combattimento utilizza una grande spada che impugna a due mani. Dalla sua abilità con la spada deriva il suo soprannome, "Trancia navi" (船斬り?, Funekiri). È una persona d'onore e molto rispettabile: infatti il suo motto è compiere cento buone azioni al giorno, non far soffrire gli innocenti e evitare la violenza. È doppiato in giapponese da Tomomichi Nishimura e in italiano da Alessandro Maria D'Errico.

## Commodoro

### Brandnew
Brandnew (ブランニュー?, Burannyū) è l'ufficiale incaricato di schedare tutti i pirati pericolosi in circolazione mettendo delle taglie sulle loro teste. È lui a fissare la prima taglia di Rufy, sotto richiesta di Nezumi. Al termine della battaglia di Marineford informa Sengoku su quanto è successo a Impel Down e sulle condizioni di Magellan. Successivamente, in una riunione degli alti vertici della Marina, riferisce dell'attacco a sorpresa di Rufy, Jinbe e Silvers Rayleigh al quartier generale. Ricompare dopo i fatti di Punk Hazard e si scopre che è diventato commodoro. In questa occasione discute dell'abbandono di Do Flamingo dalla Flotta dei Sette e dell'alleanza fra Rufy e Trafalgar Law. È doppiato in giapponese da Shinichi Yamada e in italiano da Gabriele Calindri (ep.45, 512), Andrea Bolognini (ep.490) e Stefano Albertini (ep.629).

## Capitano di vascello

### Kobi
Kobi (コビ?) è la prima persona con cui Rufy stringe amicizia durante il suo viaggio. Ragazzo educato e gentile, un giorno venne rapito da Albida mentre pescava e da quel momento venne costretto a fare per lei i lavori più umili; Rufy, tuttavia, lo sprona a inseguire il suo sogno di diventare ammiraglio e lo aiuta a fuggire. Dopo averlo aiutato a liberare Zoro dalla base del capitano Morgan, Kobi si arruola in Marina e, dopo un'iniziale reticenza, stringe amicizia con Hermeppo, figlio di Morgan, e insieme diventano allievi di Garp, nonno di Rufy. Diventato sergente maggiore ricompare a Water Seven in compagnia di Garp e Hermeppo e promette assieme all'amico di catturare Rufy, Zoro e il resto della ciurma nel Nuovo Mondo; partecipa quindi alla battaglia di Marineford dove tenta di ostacolare Rufy, ma questi se ne libera con un solo colpo. Dopo la morte di Ace e Barbabianca si rende conto che i Marine continuano ad accanirsi contro i pirati senza soccorrere i compagni morenti: lo shock risveglia in lui l'Ambizione della percezione e, nel tentativo di fermare il massacro, si frappone tra Sakazuki e la flotta di Barbabianca; Akainu lo attacca con l'intento di ucciderlo ma il giovane, svenuto dalla paura, viene salvato da Shanks. Due anni dopo è stato promosso a capitano di vascello e dimostra di aver imparato ad utilizzare le Rokushiki e l'Ambizione della percezione; dopo il Reverie si scopre che è entrato nella divisione segreta SWORD sotto il comando di X Drake e viene mandato ad Amazon Lily per arrestare Boa Hancock dopo lo scioglimento della Flotta dei Sette: qui, a seguito dell'improvviso attacco di Marshall D. Teach, viene rapito da quest'ultimo, intenzionato a usarlo come ostaggio per contrattare col Governo. È doppiato in giapponese da Mika Doi e in italiano da Paolo Torrisi (ep. 1-69), Maurizio Merluzzo (ep. 280, 460-461, 463-488), Massimo Di Benedetto (ep. 313-324, 462, 780), Davide Garbolino (ep. 511) e Andrea Oldani (ep. 573). Nell'adattamento televisivo di Netflix è interpretato da Morgan Davies e doppiato in italiano da Riccardo Suarez.

### Morgan
Morgan (モーガン?, Mōgan) è un capitano di vascello di stanza a Sheltz Town. Quando era un semplice marine la sua nave fu assalita da Kuro, che massacrò tutti i soldati presenti sulla nave e lo fece ipnotizzare da Jango, facendogli credere di avere catturato Kuro per potersi ritirare indisturbato. Grazie a questo gesto, venne promosso al rango di capitano; per rimediare alle ferite riportate si fece innestare una mandibola di metallo e un'ascia sul braccio destro, motivo del suo soprannome "Morgan mano d'ascia" (斧手のモーガン?, Onote no Mōgan). Stanziato a Sheltz Town, Morgan incominciò a comandare in modo dispotico e paranoico, generando il terrore fra i cittadini insieme con l'inetto figlio Hermeppo. Rufy lo affronta per liberare Zoro, il quale era stato imprigionato da Morgan qualche tempo prima, e lo sconfigge facilmente. Dopo la sconfitta Morgan viene privato del suo rango e arrestato, ma, mentre viene trasferito sulla nave del viceammiraglio Monkey D. Garp, riesce a fuggire su una barchetta facendosi scudo col figlio, salvo poi rilasciarlo. È doppiato in giapponese da Banjō Ginga e in italiano da Vittorio Bestoso (prima voce), Stefano Albertini (seconda voce) e Cesare Rasini (ep.280). Nella serie televisiva  è interpretato da Langley Kirkwood e doppiato da Fabrizio Pucci.

### Nezumi
Nezumi (ネズミ?, Nezumi), chiamato Rat nell'edizione italiana dell'anime, è un marine corrotto che ignora volutamente le nefandezze di Arlong in cambio di una percentuale sulle estorsioni perpetrate ai cittadini del villaggio di Coco. Arlong in seguito lo incarica di sequestrare a Nami il bottino accumulato per liberare il villaggio, indicandogli il luogo del tesoro, e con la scusa che tali preziosi erano stati rubati, lo confisca. Si ripresenta con i suoi uomini subito dopo che Rufy sconfigge Arlong, dichiarando la sua intenzione di appropriarsi del denaro accumulato dagli uomini pesce e di attribuirsi il merito della loro cattura, ma interviene Zoro che lo malmena assieme ai suoi uomini. Nami, prima di picchiarlo a sua volta e di cacciarlo dal villaggio, gli fa restituire i tesori che le aveva sottratto e lo obbliga a far ricostruire il villaggio. Sconfitto, il corrotto ufficiale denuncia la ciurma al comando generale facendo sì che a Rufy venga assegnata la sua prima taglia. È doppiato in giapponese da Tamotsu Nishiwaki e in italiano da Gianni Quillico. Nella serie televisiva è interpretato da Rory Acton-Burnell e doppiato da Franco Mannella.

### Tashigi
Tashigi (たしぎ?) è il braccio destro di Smoker. Inizialmente ricopre il grado di sergente maggiore, per essere promossa a guardiamarina dopo gli eventi di Alabasta e infine a capitano di vascello. È abile con la spada, ma anche terribilmente sbadata e miope. Assomiglia molto a Kuina, la rivale e amica d’infanzia di Roronoa Zoro, sia fisicamente sia per il modo di pensare: entrambe fanno gli stessi discorsi sulla fortuna di nascere uomini, convinte di essere considerate deboli solo per via del loro sesso. Il suo obiettivo è ottenere tutte le più rinomate spade del mondo in possesso di gente non meritevole di brandirle. Come il suo diretto superiore Smoker, Tashigi segue il concetto della giustizia morale, in base al quale, nonostante la fermezza nel catturare e arrestare i pirati, cerca in tutti i modi di evitare danni a civili innocenti. Sempre in base a questa sua visione della giustizia, si dimostra attenta nei confronti dei suoi subordinati, che proprio per questo le sono molto devoti.
A Rogue Town, dove si trova stanziata assieme al superiore Smoker, Tashigi incontra Roronoa Zoro aiutandolo a scegliere due spade in sostituzione alle sue, distrutte nel combattimento contro Drakul Mihawk: dopo aver scoperto che lui è in realtà un cacciatore di taglie cerca di sconfiggerlo per prendergli le spade, venendo però neutralizzata rapidamente. Accompagna poi il suo superiore ad Alabasta, dove prende parte agli scontri ordinando poi ai suoi uomini di non arrestare la ciurma di Cappello di paglia, veri eroi del paese. Partecipa poi alla battaglia di Marineford, dove tenta senza successo di fermare l'avanzata di Rufy. Due anni dopo accompagna Smoker a Punk Hazard, dove affronta l'arpia Mone assieme a Zoro. In seguito si prende l'incarico di riaccompagnare a casa i bambini rapiti da Caesar Clown. È doppiata in giapponese da Junko Noda e in italiano da Serena Menegon (ep. 49-127), Rosa Leo Servidio (ep. 130), Cinzia Massironi (ep. 324), Gea Riva (ep. 462+) e Valentina Pallavicino (ep. 572).

### Sentomaru
Sentomaru (戦桃丸?) è la guardia del corpo del dottor Vegapunk, nonché capitano della squadra scientifica della Marina. Sembra essere il comandante in capo dei Pacifista, dato che di solito si muovono solo dietro un suo ordine. Dopo due anni afferma di essere diventato un membro ufficiale della Marina. Malgrado si dichiari reticente a parlare, finisce sovente col rivelare informazioni riservate; ogni volta, però, afferma di aver parlato di sua spontanea volontà e non per rispondere a chi gli ha fatto la domanda. Sentomaru possiede notevole forza fisica e velocità. Si vanta inoltre di avere la difesa più forte del mondo. Come lui stesso afferma, la sua forza non deriva da nessun frutto del diavolo, bensì dalla sua Ambizione dell'armatura. La sua arma è un'enorme ascia bipenne. Da bambino, causava problemi al suo villaggio poiché sempre affamato e violento, motivo per cui fu esiliato sulle montagne. Un giorno sconfisse degli orsi con delle mosse di sumo, imbattendosi poi in Vegapunk e Kizaru. Impressionato dalla sua forza, lo scienziato gli propose di diventare la sua guardia del corpo, cosa che Sentomaru accettò, facendosi addestrare da Kizaru per svolgere al meglio il proprio lavoro.
Compare la prima volta alle isole Sabaody per catturare la ciurma di Cappello di paglia, precedendo di poco l'ammiraglio Kizaru, Orso Bartholomew e i Pacifista. Ricompare durante la battaglia di Marineford, alla quale prende parte come comandante di una squadra speciale formata da una ventina di Pacifista. Nella lotta tenta di attaccare Rufy insieme col suo squadrone, ma i Pacifista vengono fermati da Boa Hancock. Due anni dopo viene informato del ritorno della ciurma di Cappello di paglia e riceve ordine di andare a fermarli, portandosi dietro il PX-5 e il PX-7. Dopo aver battuto l'impostore Demaro Black ordina ai Pacifista di attaccare Rufy, ma gli androidi vengono sconfitti con estrema facilità da Rufy, Sanji e Roronoa Zoro. Ad Egghead sceglie di tradire la Marina per difendere Vegapunk, alleandosi con Rufy e affronta in battaglia sia Lucci che Kizaru, da cui viene sconfitto. È doppiato in giapponese da Kazue Ikura e in italiano da Federico Zanandrea.

## Capitano di corvetta

### Hermeppo
Hermeppo (ヘルメッポ?, Herumeppo) è il figlio del capitano Morgan. Viziato e pavido, si comporta in modo crudele e arrogante, conscio del fatto che il timore dei cittadini verso il padre gli avrebbe evitato qualunque conseguenza. Dopo aver perso l'appoggio dell'autorità del padre con la sconfitta di Morgan da parte di Rufy, Hermeppo decide di entrare in Marina ritrovandosi a fare i lavori più umili come ragazzo di servizio in compagnia di Kobi. I due vengono assegnati al viceammiraglio Garp, tuttavia, durante l'operazione di trasferimento, Morgan fugge su una scialuppa facendosi scudo col figlio. Il ragazzo si ribella però al padre, il quale gli permette di fare ritorno ai suoi compagni e di riprendere l'addestramento sotto Garp. Durante il periodo di addestramento Hermeppo cambia totalmente, acquisendo un grande senso di giustizia e onore. A Water Seven affronta Zoro, dimostrando i suoi miglioramenti, ma è tuttavia sconfitto. In seguito ricompare alla battaglia di Marineford a fianco di Koby. Dopo i due anni trascorsi dalla battaglia di Marineford, Hermeppo ha raggiunto il grado di capitano di corvetta e che è entrato a far parte della SWORD. Il suo equipaggiamento da battaglia è rappresentato da due lame kukri. È doppiato in giapponese da Koichi Nagano e in italiano da Diego Sabre (ep. 2-69), Alessandro Rigotti (ep. 280-324, 879), Massimo Di Benedetto (ep. 460-461, 463-488) e Maurizio Merluzzo (ep. 462, 511). Nell'adattamento televisivo di Netflix è interpretato da Aidan Scott e doppiato da Mattia Nissolino.

### Fullbody
Fullbody (フルボディ?, Furubodi) è inizialmente un tenente di vascello ma in seguito viene declassato a recluta al servizio di Hina. Ha una mano rivestita di metallo e motivo del suo soprannome, "Pugno di ferro" (鉄拳?, Tekken). Come spiegato da Oda il suo nome è ispirato alla struttura con cui in enologia viene classificato un vino. Compare per la prima volta come cliente al Baratie, dove viene picchiato da Sanji per aver sprecato del cibo. All'arrivo di Creek, fugge in mare. In seguito, nell'anime, cerca di catturare Rufy dopo che gli viene assegnata la prima taglia, ma viene sconfitto con facilità. Durante le miniavventure di Jango, stringe amicizia con l'ipnotizzatore e cerca di salvarlo dall'impiccagione. Riesce nel suo intento ma per essere stato visto insieme con un ricercato e per aver fatto amicizia con un pirata, viene declassato. Infine, ammaliato dal suo fascino, passa al servizio di Hina come recluta, facendo sempre coppia con Jango. Dopo il salto temporale, lui e Jango sono stati promossi a capitani di corvetta. È doppiato in giapponese da Hideo Ishikawa e in italiano da Claudio Moneta e Matteo Zanotti (ep.462+); nell'adattamento di Netflix è interpretato da Jean Henry.

## SWORD
La SWORD (SWORD?, Sōdo) è una forza speciale segreta del Quartier Generale della Marina. Essa è composta da marine che, sebbene ufficialmente ancora tra i ranghi dell'organizzazione, hanno in realtà formalmente rassegnato le proprie dimissioni per poter operare liberamente aggirando protocolli burocraticamente stringenti: questo consente loro, ad esempio, di attaccare direttamente i Quattro Imperatori senza dover chiedere il consenso del Governo mondiale. Alla luce di condotte eccessivamente sconvenienti, la Marina può in qualunque momento disconoscere le azioni di questi ufficiali, formalizzando le loro dimissioni e, in casi estremi, attaccandoli direttamente. Tra i membri che fanno parte di questa particolare unità, figurano X Drake (che ne è comandante), Kobi ed Hermeppo.